# Garyeojin sigan
Garyeojin sigan (가려진 시간?), noto anche con il titolo internazionale Vanishing Time: A Boy Who Returned, è un film del 2016 scritto e diretto da Um Tae-hwa.

## Trama
Soo-rin non ha mai scordato l'improvvisa sparizione che, quando era piccola, interessò il suo amico Sung-min. Anni dopo la giovane viene raggiunta da un uomo misterioso, che afferma di essere proprio il suo amico scomparso.

## Distribuzione
In Corea del Sud la pellicola è stata distribuita dalla Showbox, a partire dal 16 novembre 2016.